# Dorothée-Sophie de Hesse-Darmstadt
Dorothée Sophie de Hesse-Darmstadt (Gießen, 14 janvier 1689 – Öhringen, 7 juin 1723) est une noble de Hesse-Darmstadt et comtesse de Hohenlohe-Öhringen.

## Biographie
Elle est la fille d'Ernest-Louis de Hesse-Darmstadt (1667-1739), comte d'Hesse-Darmstadt de 1678 à 1739 et de sa première épouse, Dorothée-Charlotte de Brandebourg-Ansbach.
Elle épouse Jean-Frédéric de Hohenlohe-Öhringen, fils de Jean-Frédéric de Hohenlohe-Öhringen. Le mariage est célébré le 13 février 1710 à Darmstadt et sanctionne l'alliance entre les dynasties de Hesse-Darmstadt et de Hohenlohe à Öhringen.
Ils ont sept enfants:
- Louis Guillaume Frédéric (28 juillet 1712-Öhringen, 1712);
- Louise Charlotte Frédérique (Öhringen, 10 juillet 1713-30 octobre 1785);
- Caroline Sophie (Öhringen, 8 janvier 1715-Kirchberg, 21 août 1770), mariée en 1749, au prince Charles Auguste de Hohenlohe-Kirchberg;
- Wilhelmine Éléonore (Neuenstein, le 20 février 1717-Ingelfingen, 30 juillet 1794), épousa en 1743 le prince Henri Auguste de Hohenlohe-Ingelfingen;
- Leopoldine Antonia (Neuenstein, 16 mars 1718- Öhringen, 4 octobre 1779), nonne à Herford;
- Éléonore Christine (Neuenstein 1er mars 1720-Rüdenhausen, 17 février 1746), épouse en 1743 le comte Jean-Frédéric de Castell-Rüdenhausen;
- Louis Frédéric Charles (Öhringen, 23 mai 1723-Öhringen, 27 juillet 1805), qui épouse en 1749 la princesse Amélie de Saxe-Hildburghausen;

En 1764, son mari est élevé au rang de prince de Hohenlohe-Neuenstein-Öhringen, un titre qu'elle n'a jamais eu, étant morte le 7 juin 1723, des suites de son dernier accouchement. Le dernier-né est l'héritier et devient le prince de Hohenlohe-Neuenstein-Öhringen à la mort de son père en 1765.